# Драммонд (остров)
Драммонд (англ. Drummond Island) — остров на озере Гурон. В административном отношении относится к округу Чиппева, штат Мичиган, США.
На западе остров отделён узким проливом от восточной оконечности Верхнего полуострова. К востоку от Драммонда находится канадский остров Кокберн, от которого он отделён проливом Фолс-Детур. Площадь Драммонда составляет 324 км², что делает его 47-м крупнейшим островом США. Большая часть территории острова покрыта лесами. Имеется сеть автомобильных дорог.
Население острова по данным на 2010 год составляет 1058 человек.